# Quarter de cavalleria (Reus)
El Quarter de cavalleria va ser la construcció institucional més important edificada a Reus durant el segle xviii. Va existir fins als anys quaranta del segle xx. Consistia en una caserna per la tropa i dos pavellons laterals per la oficialitat. Ocupava el que avui és la plaça de la Llibertat i alguns espais adjacents.

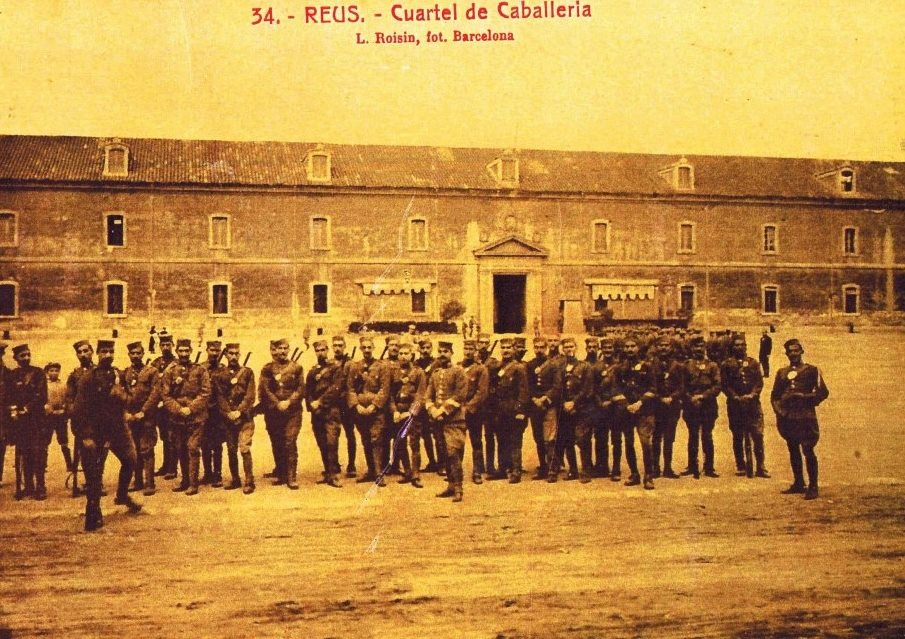
Plaça del Quarter i façana de la caserna

## Descripció
La caserna tenia la façana posterior al carrer de Gaudí i les façanes laterals una al carrer de Castellvell i l'altra al carrer del doctor Abelló. La façana principal ocupava l'espai on hi ha les cases conegudes popularment com la Casa Bloc i la casa dels milionaris. A la caserna hi vivien els soldats. Als laterals hi van ser construïts dos pavellons en forma de U que formaven els costats d'una gran plaça, la Plaça d'Armes. L'edifici de la caserna era de forma quadrada, de dues plantes i un pati claustral al mig de considerables dimensions. Les quatre cares del pati tenien dues fileres d'arcades rebaixades que aguantaven grans panys de paret, donant al conjunt una sensació pesant. Les façanes externes tenien un tancament perimetral amb dues fileres de finestres de reduïdes dimensions, per tal de poder-les defensar millor en cas d'atac. Als dos vessants de les quatre taulades, l'exterior i la del pati, s'obrien mansardes. En conjunt, la caserna reusenca pertanyia a la tipologia estàndard de l'arquitectura casernària setcentista espanyola. Els pavellons d'oficials que flanquejaven la caserna eren de tres plantes amb mansardes. Tenien un ritme de construcció vertical, amb petits balcons, que donaven la imatge d'estatges de veïns i no semblaven un reducte militar. Pere Anguera transcriu una descripció de J. Aymat el 1905 que explica que el quarter està situat al nord de la ciutat, i ocupa un solar de 5.899 metres quadrats, amb planta baixa i dos pisos que poden allotjar 1.100 homes i 300 cavalls, Els costats de la plaça del quarter estan ocupats per dos edificis amb planta baixa i dos pisos, amb 22 habitacions per a caps i oficials. La plaça es tanca pel quart costat per l'edifici del la picaria (o picadero en castellà) on s'ensinistraven els cavalls. De fet la plaça s'havia de tancar amb una capella i un lloc de comandament i plana major, però només es van fer els fonaments. Les descripcions del quarter van ser nombroses. Pere Anguera en dona un recull: Saldoni Vilà n'elogia la bellesa i fortalesa del conjunt; Andreu de Bofarull en fa una alabança acurada; el 1849 Pascual Madoz diu que és un dels edificis militars més reputats d'Espanya; el 1846 Ruiz i Cliviller, en una descripció de la província de Tarragona, diuen que és un grandiós edifici de sòlida arquitectura; en una publicació de 1919, Miquel dels Sants Oliver alaba el dos magnífics pavellons que emmarquen el quarter de la Guàrdia Walona.

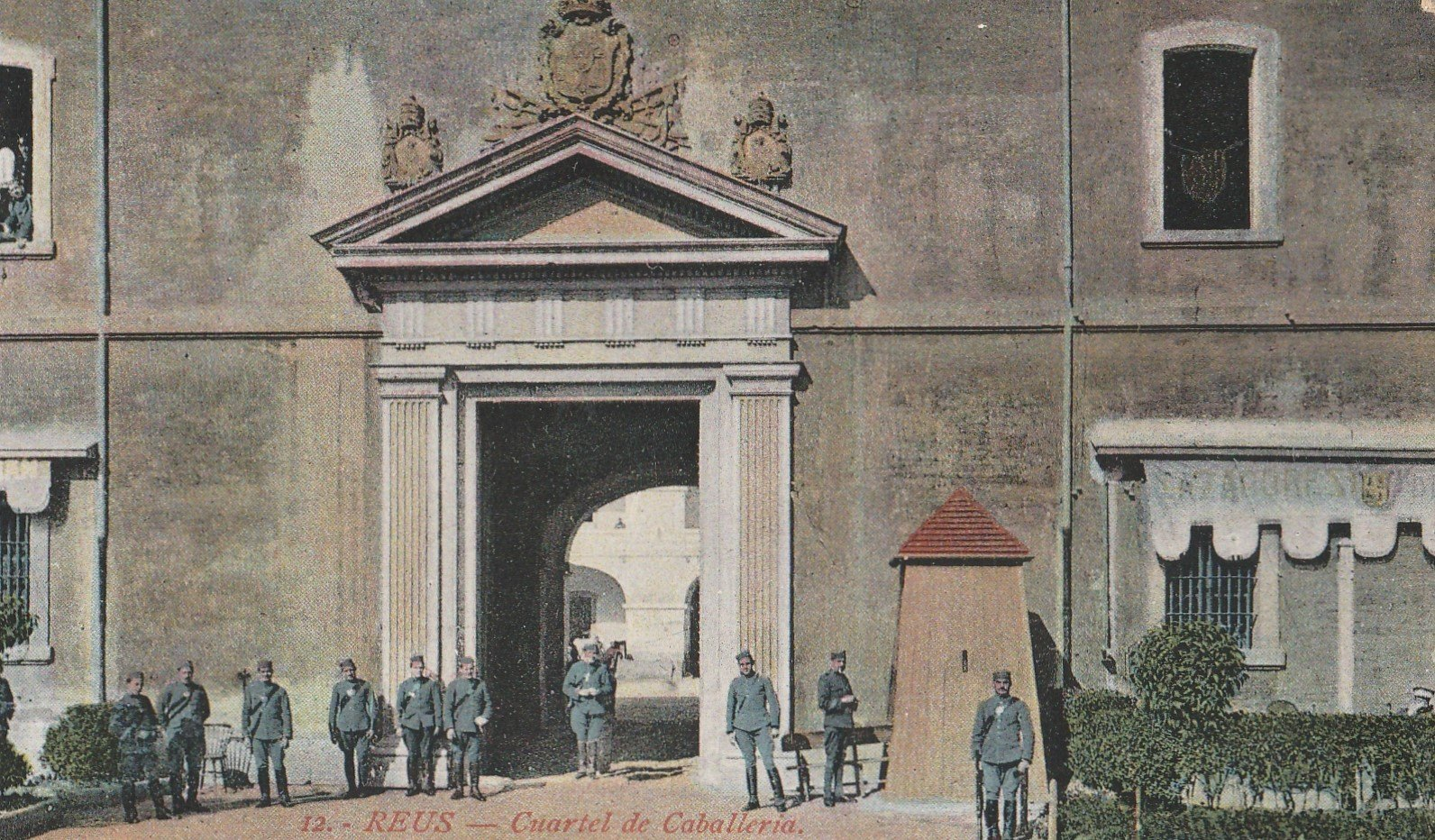
Portal del Quarter de cavalleria. La porta és ara a l'entrada de l'Institut Gabriel Ferrater

## Història

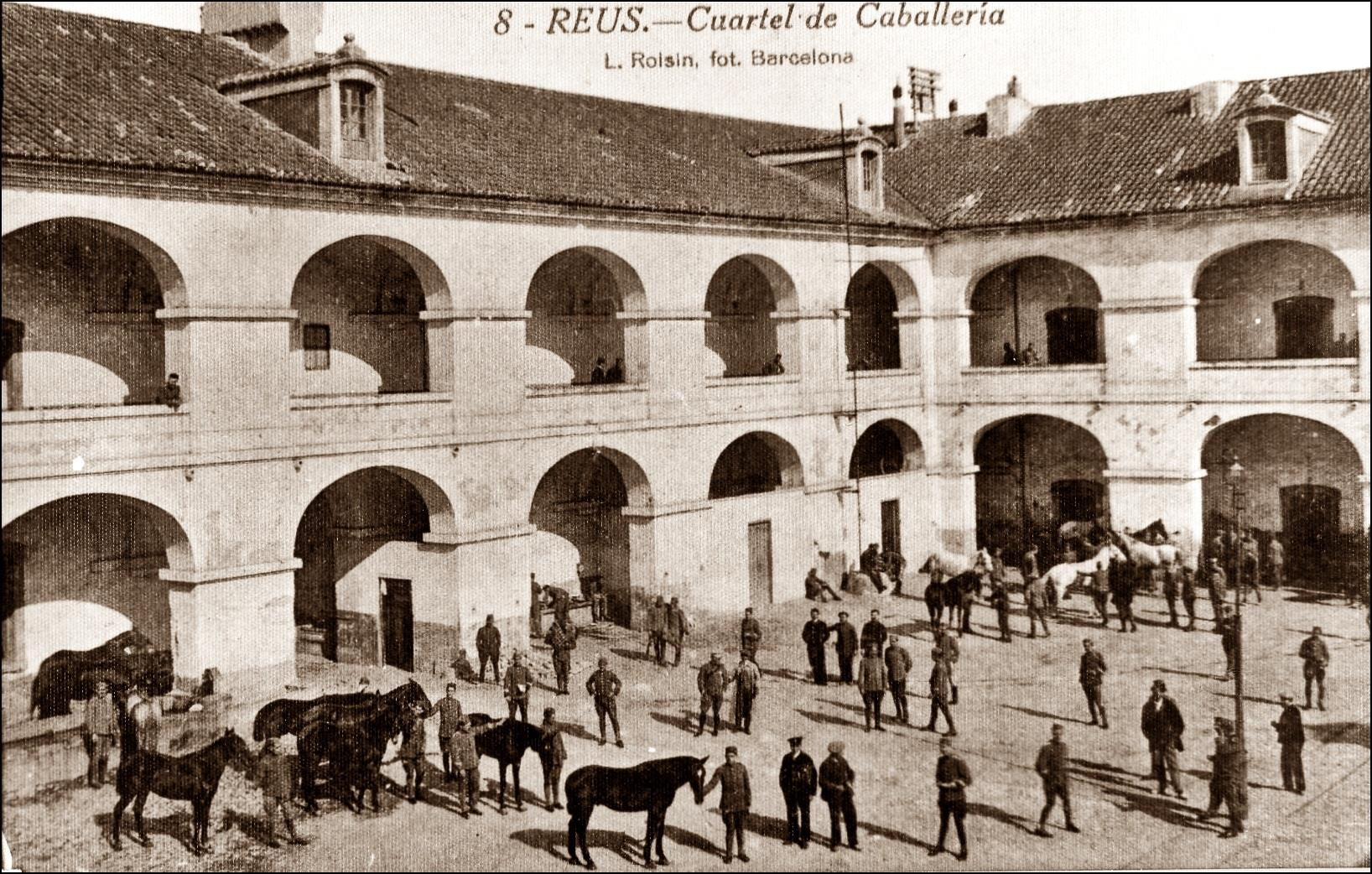
Plaça interior de la caserna

Fracassades les gestions iniciades el 1731 per a bastir a la ciutat un quarter que alliberés a la vila de les servituds d'hostatjar l'exèrcit, i recuperada més endavant la proposta, per l'abril de 1749 l'ajuntament, sota la presidència de Rafael Bellveny, va trametre a l'enginyer militar nomenat pel govern una sèrie de dades necessàries per l'aixecament dels plànols de la caserna. El març de 1750 una Reial Ordre manava edificar el quarter i enviava a Reus els tècnics encarregats de reconèixer el terreny. El febrer de 1751 es tenien ja els plànols fets i els permisos per aixecar els pavellons dels oficials, i pel maig el Marquès de la Mina, Capità general de Catalunya, va enviar a Reus els enginyers Miguel Moreno de Barcelona i Marc T. Tevanis de Tarragona, i al mateix temps l'ajuntament nomenava una junta d'obres. Sota la direcció dels mestres d'obres Francesc Calero, dit Venecià, Josep Verdala, Pere Nolla i Joan Vilanova van començar les obres. L'ajuntament, presidit per l'alcalde Manuel Grases, va posar solemnement la primera pedra el mes d'agost. Els terrenys expropiats havien quedat petits i el 1752 i 1753 es van ampliar amb la compra de terrens dels voltants. El 1756 l'ajuntament mostrava pressa per acabar les obres i va demanar autorització per a admetre préstecs voluntaris dels veïns, ja que l'erari municipal s'havia gastat ja en les obres més de 25.000 lliures. El 10 de febrer de 1760 el Regiment d'Àfrica va estrenar la caserna i els oficials es van instal·lar a la part enllestida dels pavellons. Urbano Cao de Benós, noble i oficial de la Guàrdia Valona, va ser el primer capità destinat al Quarter. El 1761 el quarter va ser destinat a escola militar i a partir del primer de maig de cada any una força de cadascun dels regiments que es trobaven a Catalunya s'instruïen a Reus en la tàctica Prussiana. Les obres dels pavellons no van acabar fins al 1766, quan era alcalde Antoni Auger, encara que el 1769, amb Esteve Goget d'alcalde, es van lliurar certificacions d'alguns retocs i acabats. Segons Andreu de Bofarull a la plaça d'armes hi cabien còmodament 3.000 homes i 500 cavalls. Algunes maniobres se celebraven a l'esplanada que hi havia davant de l'ermita del Roser. Durant la Guerra del francès, el general Suchet va ocupar la ciutat, s'apoderà de la caserna i la fortificà. Davant l'hostilitat de l'alcalde Josep Brocà, va instal·lar-hi els canons que havia pres de l'assalt de Tortosa encarant-los cap al centre de la ciutat. En els períodes més pacífics, com ara per l'abril de 1827, es van instal·lar a la plaça del Quarter un circ, anunciat com "una colección de fieras y payasos muy bonitos y extraños". Per la llei de desamortitzacions del 1855, es va creure que el quarter podia se expropiat, pensant que el constructor n'havia estat el govern, però la major part de l'obra va ser sufragada pel municipi. El 1863 el Ministeri de la Guerra va comprar de forma forçosa la caserna i els pavellons a la ciutat, per 800.000 rals. Durant la Tercera guerra carlina, la caserna va ser un element clau per sufocar els alçaments dels pobles dels voltants i per enviar expedicions de càstig. La importància militar de la plaça i de la guarnició va anar davallant durant el segle xx, fins que a l'inici de la Segona República va deixar de tenir ús militar, i l'exèrcit l'abandonà el 1931. El Govern de la República va cedir parcialment l'ús dels pavellons a la ciutat, però el Quarter es va anar malmetent pel pas del temps i per la manca d'utilització. El 1936 l'ajuntament revolucionari va iniciar l'enderrocament dels pavellons, la part arquitectònica i artística menys interessant, per donar feina als obrers en atur i per obrir un ample espai a la ciutat. El 1939 només quedava en peu la caserna, abandonada i amb dos o tres impactes de bombes de l'aviació franquista. El mateix 1939 va ser utilitzada com a camp de concentració de presos republicans. El 1944 el va adquirir l'ajuntament a instàncies de l'alcalde Valls Julià, i el 1945 es va enderrocar, per construir-hi la Avenida de los Mártires, ara Plaça de la Llibertat, remodelar un sector urbà important per la ciutat i propiciar la corresponent especulació. De l'antiga caserna en resta la porta i uns escuts que es van aprofitar en la construcció del col·legi residència que envolta l'antiga Ermita del Roser.